# Gdzie pachną stokrotki
Gdzie pachną stokrotki (ang. Pushing Daisies) – amerykański serial komediowy, tworzony przez Bryana Fullera, wyprodukowany i emitowany przez telewizję ABC od 2007 do 2009 roku. Słynie z unikalnego stylu wizualnego, ekscentrycznych bohaterów i dynamicznych dialogów. Jest zdobywcą nagrody Emmy w 7 (nominowany w 17) kategoriach w latach 2008 i 2009 oraz był nominowany do nagrody Złotych Globów w 2007 roku w 3 kategoriach.
Stacja ABC zaprzestała składania zamówień na kolejne odcinki 2 sezonu, argumentując swoją decyzję niską oglądalnością (wynoszącą 6,6 mln widzów w samych Stanach Zjednoczonych). Produkcja została zatrzymana na 13 odcinku 2 serii. 17 grudnia 2008 roku ABC wypuściła dziesiąty odcinek, ostatnie 3 zostały pokazane w okresie letnim 2009.
W Polsce serial nadawany był przez stacje Canal Plus, TVN 7 oraz telewizję nowej generacji "n" dzięki usłudze Video na Życzenie (VOD).

## Fabuła
Ned, cukiernik i właściciel Pie Hole, posiadł wyjątkowy dar. Może ożywić zmarłą istotę swoim dotknięciem. Jednak każde następne dotknięcie skutkuje nieodwracalną śmiercią. Zdolności Neda postanawia wykorzystać detektyw Emerson Cod przy rozwiązywaniu spraw zabójstw. Ned ożywia ofiary na minutę by dowiedzieć się, kto był mordercą. Pewnego razu ofiarą zostaje Charlotte – miłość z dzieciństwa Neda. Ned postanawia jednak nie dotykać jej ponownie, żeby utrzymać ją przy życiu.

## Obsada
| Aktor             | Postać                    | Postać                              |
| ----------------- | ------------------------- | ----------------------------------- |
| Lee Pace          | Ned                       | cukiernik, właściciel Pie Hole      |
| Anna Friel        | Charlotte "Chuck" Charles | ukochana Neda                       |
| Chi McBride       | Emerson Cod               | detektyw, partner Neda w interesach |
| Jim Dale          | Narrator                  |                                     |
| Ellen Greene      | Vivian Charles            | ciotka Chuck                        |
| Swoosie Kurtz     | Lily Charles              | ciotka Chuck                        |
| Kristin Chenoweth | Olive Snook               | kelnerka w Pie Hole                 |

## Lista odcinków
|         | Data pierwszej emisji | Polski tytuł               | Angielski tytuł              |
| ------- | --------------------- | -------------------------- | ---------------------------- |
| 1 sezon |                       |                            |                              |
| 1       | 2 października 2007   | Wejście bohatera           | Pie-lette                    |
| 2       | 9 października 2007   | Manekin                    | Dummy                        |
| 3       | 15 października 2007  | Bal na pogrzebie           | The Fun in Funeral           |
| 4       | 23 października 2007  | Gołębica                   | Pigeon                       |
| 5       | 30 października 2007  | Popręg                     | Girth                        |
| 6       | 13 listopada 2007     | Pieskie życie              | Bitches                      |
| 7       | 20 listopada 2007     | Woń sukcesu                | Smell of Success             |
| 8       | 28 listopada 2007     | Gorzka słodycz             | Bitter Sweets                |
| 9       | 12 grudnia 2007       | Zamrożeni                  | Corpsicle                    |
| 2 sezon |                       |                            |                              |
| 1       | 1 października 2008   | Bzzzzzzz!                  | Bzzzzzzz!                    |
| 2       | 8 października 2008   | Cyrk, cyrk!                | Circus, Circus               |
| 3       | 15 października 2008  | Złe nawyki                 | Bad Habits                   |
| 4       | 22 października 2008  | Towarzysze                 | Frescortss                   |
| 5       | 29 października 2008  | Graj w Dim Sum, a stracisz | Dim Sum, Lose Some           |
| 6       | 19 listopada 2008     | Oh Oh Oh...To Magia        | Oh Oh Oh...It's Magic        |
| 7       | 26 listopada 2008     | Złodziej Hood              | Robbing Hood                 |
| 8       | 3 grudnia 2008        | Jedz na pociechę           | Comfort Food                 |
| 9       | 10 grudnia 2008       | Legenda o Merle McQuoddy   | The Legend of Merle McQuoddy |
| 10      | 17 grudnia 2008       | Norwegowie                 | The Norwegians               |
| 11      | 4 marca 2009          | Zabójcza wystawa           | Window Dressed to Kill       |
| 12      | 11 marca 2009         | Woda i władza              | Water and Power              |
| 13      | 11 marca 2009         | Plusk serca                | Kerplunk                     |

Emisje kolejnych odcinków 1. sezonu zostały wstrzymane z powodu strajku scenarzystów. 9. odcinek jest ostatnim odcinkiem 1. sezonu. Ostatnie 3 odcinki 2 sezonu zostały wyemitowane w okresie letnim 2009 roku.